# Evo Morales
Juan Evo Morales Ayma (Orinoca, 26 de outubro de 1959) é um político boliviano. Foi presidente da Bolívia por três mandatos consecutivos, de 2006 a 2019.
Líder sindical dos cocaleros — agricultores que cultivam a planta da Coca, cuja folha é utilizada em chás, mascada, segundo a tradição indígena do partido Movimento para o Socialismo-Instrumento Político pela Soberania dos Povos (MAS-IPSP). Evo Morales destacou-se ao resistir os esforços do governo dos Estados Unidos para substituição do cultivo da planta da Coca, na província de Chapare, por bananas, originárias do Brasil.
De orientação socialista, o foco do seu governo foi a implementação da reforma agrária e a nacionalização de setores chaves da economia, contrapondo-se à influência dos Estados Unidos e das grandes corporações nas questões políticas internas da Bolívia. De etnia uru-aimará, Morales destacou-se a partir dos anos 1980, juntamente com Felipe Quispe e Sixto Jumpiri e alguns outros, na liderança do campesinato indígena do seu país.
Nas eleições presidenciais de 2002 ficou em segundo lugar, colocação surpreendente face ao panorama político do país, dominado pelos partidos tradicionais. Nas eleições de dezembro de 2005, porém, venceu com maioria absoluta, tornando-se o primeiro presidente de origem indígena. Assumiu o poder em 22 de janeiro de 2006 como o primeiro mandatário boliviano a ser eleito Presidente da República em primeiro turno em mais de trinta anos, e sendo reeleito em 6 de dezembro de 2009. Morales propõe que o problema da cocaína seja resolvido do lado do consumo, pois o cultivo da planta da Coca seria "um patrimônio cultural dos povos andinos e parte inseparável da cultura boliviana e sua proibição não poderia ser feita através de uma simples regulação estabelecida por uma convenção externa". Segundo Morales, "haverá zero cocaína, zero tráfico de drogas mas não zero coca".
Durante a sua presidência, a pobreza extrema na Bolívia foi reduzida de 36,7% a 16,8% entre 2005 e 2015. O Coeficiente de Gini desceu de 0,60 a 0,47. Aumentado imposto sobre a grande indústria boliviana de hidrocarbonetos, ele usou esses novos lucros para criar políticas sociais de combate ao analfabetismo, pobreza, racismo e sexismo. Um crítico do neoliberalismo, buscou reduzir a dependência monetária da Bolívia do FMI e do Banco Mundial, apostando numa economia mista. O PIB boliviano cresceu consideravelmente durante o governo Morales. Gozou de alta popularidade durante a primeira década que esteve no poder, sendo reeleito em 2009, em 2014 e, de forma controversa, em 2019. Ainda assim, seu governo foi marcado por acusações de corrupção e abuso de poder, com a Bolívia sendo ranqueada baixo nos índices de democracia global. Na política externa, Morales buscou boas relações com outros líderes de esquerda, como Hugo Chávez, Nicolás Maduro, Luiz Inácio Lula da Silva e Cristina Kirchner. É membro fundador do Grupo de Puebla, organização considerada sucessora do Foro de São Paulo, criada em Puebla, México, em 12 de Julho de 2019.
No dia 10 de novembro de 2019 Morales renunciou o cargo que ocupava desde 2006, depois de três semanas de protestos no país, por suspeita de fraude nas eleições de outubro, que haviam dado a ele um novo mandato. A OEA apontou irregularidades na votação, e as Forças Armadas haviam 'sugerido' que ele abrisse mão do mandato. O governo e parte da comunidade internacional denunciaram o ocorrido como um golpe de Estado.

## Início
Nascido num pequeno povoado mineiro do departamento de Oruro, Evo Morales é de etnia uru-aimará, tendo como língua materna o aimará e, como segunda língua, o castelhano, à semelhança de muitos dos habitantes do planalto ocidental boliviano. É filho de Dionisio e de María, que chegaram a ter sete filhos, dos quais apenas três sobreviveram além dos dois anos de idade, em razão das precárias condições de vida da família.
Evo sempre desejou estudar e queria ter sido jornalista porque "eles sempre estão bem informados de tudo e estão no centro dos problemas". Desde muito pequeno escutava o rádio porque em seu povoado não havia televisão e nem chegavam os jornais.
Com o encerramento das minas nos anos 1960, os Morales mudaram-se para o Chapare, assim como milhares de outras famílias, para cultivar frutas e verduras no monte ao leste do país. Em 1985, as barreiras alfandegárias foram levantadas, e os produtos estrangeiros inundaram o mercado local. Aos camponeses de Chapare sobrou somente a folha de coca como alternativa de geração de renda.
Morales terminou sua educação secundária e atribui a sua educação posterior ao que tem chamado de a "Universidade da vida", incluindo o seu serviço militar aos 17 anos de idade. Trabalhou também como pastor de lhamas, pedreiro e músico.
Em 1981 foi nomeado secretário de esportes do sindicato dos cocaleros de San Francisco, em Chapare. A partir daqui, iniciou a sua ascensão no movimento sindical.
Durante os anos 1990, os cocaleros enfrentaram-se em repetidas ocasiões com o governo do presidente Hugo Banzer Suárez, que havia prometido ao mundo a erradicação total do cultivo de coca do país, para que a Bolívia não fosse mais tachada como país produtor de drogas. Morales assume a presidência da Federación del Trópico de Cochabamba, uma federação de camponeses plantadores de coca que resiste aos planos governamentais para a erradicação desses cultivos, considerando que são parte da cultura ancestral dos indígenas.
Como líder dos cocaleros da região, Evo Morales foi eleito membro do Congresso em 1997 representando as províncias de Chapare e de Carrasco de Cochabamba, com 70% dos votos do distrito — mais que qualquer outro dos parlamentares eleitos naquela ocasião.

## Eleições de 2002

Evo Morales junto com o francês José Bové, na culturAmérica (2002)

Em Janeiro de 2002, Evo Morales foi destituído da sua posição no Congresso devido a uma acusação de terrorismo relacionada com uma onda antierradicação ocorrida naquele mês em Sacaba (na qual morreram quatro cocaleros, três militares e um policial), além da pressão da embaixada dos EUA: "Muitos acreditam que os Estados Unidos estejam por trás de sua expulsão".
Apesar disso, Morales apresentou a sua candidatura para as eleições presidenciais e legislativas que se realizariam em 27 de junho. Em março, a sua expulsão do Congresso foi declarada inconstitucional, ainda que Morales não tenha reclamado a sua cadeira até a tomada dos legisladores sucessores, em Agosto de 2002.
Apesar de que, segundo as pesquisas de opinião, o partido registrava 4% de intenção de voto, o MAS utilizou os seus recursos numa campanha imaginativa, que incluiu a distribuição em massa de camisetas, bonés, bolas de beisebol e todo tipo de quinquilharia política. Um controverso anúncio televisivo  do partido mostrava uma boliviana que exortava a "votar segundo a consciência de cada um, e não segundo o que mandava o chefe de cada um", além de incluir camponeses, mestiços e indígenas que afirmavam "Vamos votar por nós mesmos. Votaremos no MAS", capitalizando a condição de ser o primeiro candidato presidencial indígena a favor de Morales.
Nas eleições presidenciais, o MAS obteve um surpreendente segundo lugar, deixando Morales muito próximo de converter-se em presidente da Bolívia.

## Presidência

### Eleições de 2005
Nas eleições presidenciais de dezembro de 2005, Morales conseguiu ser vencedor, ao obter 53,74% dos votos, frente a 28,59% de seu principal opositor, Jorge Quiroga. Pela primeira vez na Bolívia, um indígena subia ao poder pelo voto popular, com uma margem considerável sobre o segundo postulante.

### Posse

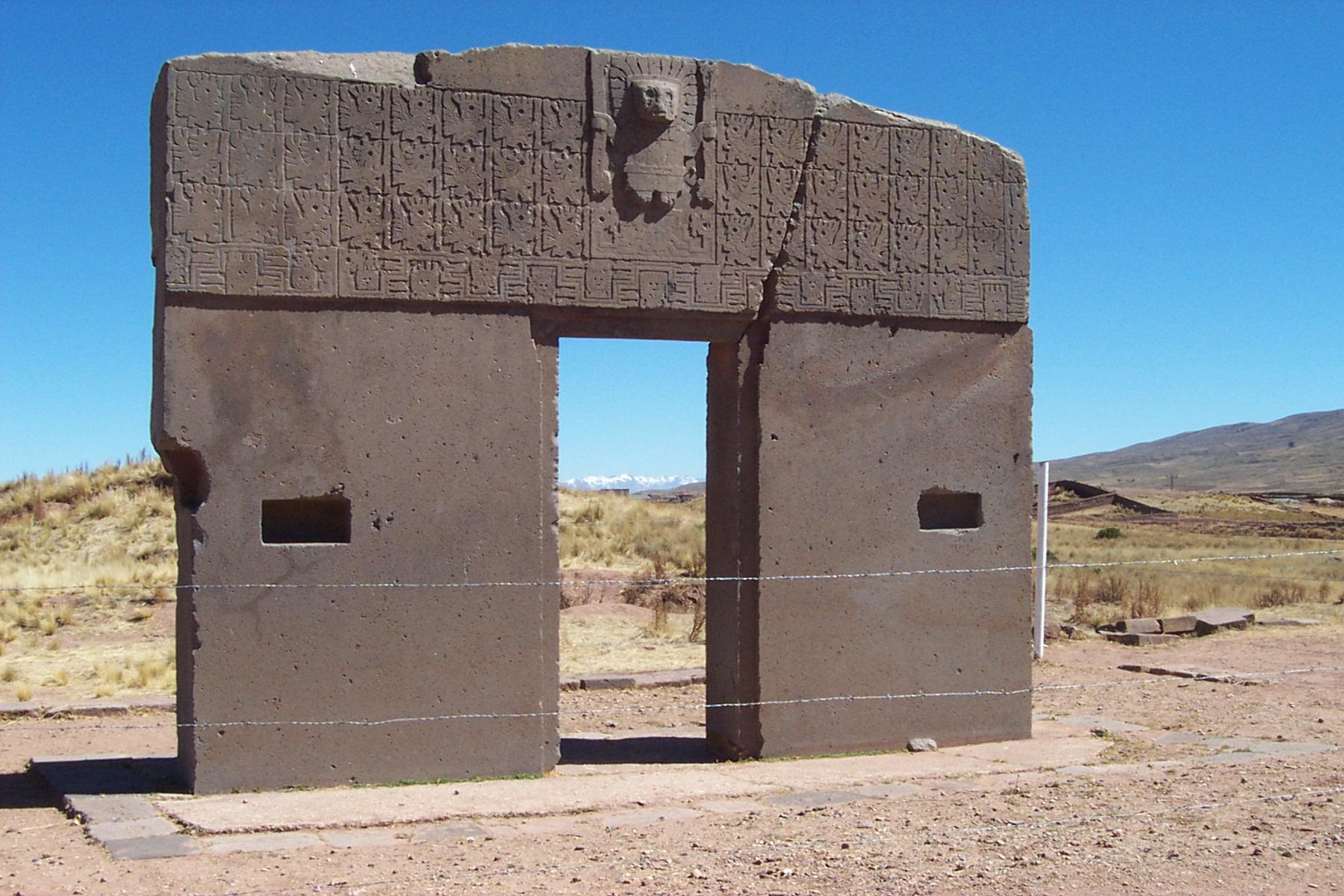
Porta do Sol em Tiwanaku.

A posse de Evo Morales representou um momento histórico na política boliviana. Por ter sido o primeiro presidente eleito de origem indígena, Evo fez questão que a sua posse tivesse um forte simbolismo religioso representando o valor de sua origem. Em 21 de janeiro de 2006, um dia antes da posse constitucional no Parlamento, vestiu trajes típicos e  compareceu ao cerimonial religioso nas ruínas de Tiwanaku, a localidade mais importante da civilização pré-incaica do Altiplano Bolivano. Cerca de quarenta mil pessoas estiveram no sítio arqueológico, muitas delas segurando tanto bandeiras da Bolívia, quanto wiphalas, a multicolorida bandeira que representa os povos originários do Altiplano.
Morales recebeu o mando originário na pirâmide de Akapana (ainda em escavações). Ali foi designado Apu Mallku, pelo líder espiritual aimará Valentin Mejillones, vestindo o gorro de quatro pontas que lhe confere poder sobre os quatro pontos cardeais e segurando o báculo da autoridade conferida pelo deus Sol. Mejillones foi posteriormente preso pela polícia boliviana, por porte, tráfico e produção de drogas. "Não importa quem seja, a pessoa que comete uma irregularidade deve se submeter à lei", disse na ocasião o vice-presidente Álvaro García.
Em 22 de janeiro, foi empossado presidente em uma cerimônia em La Paz, onde recebeu inúmeros chefes de estado, incluindo o presidente brasileiro Luiz Inácio Lula da Silva, o presidente argentino Néstor Kirchner e o presidente venezuelano Hugo Chávez. O presidente chileno Ricardo Lagos, cujo país tem um histórico de conflito diplomático com a Bolívia (ver Guerra do Pacífico), também estava presente e se encontrou com o dignitário em particular. Morales descreveu sua presidência como o marco de uma nova era e que 500 anos de colonialismo agora tinham chegado ao fim.
Já empossado presidente, Morales foi recepcionado na praça San Francisco por cerca de cem mil pessoas e jornalistas de todo o mundo.

### Primeiras medidas

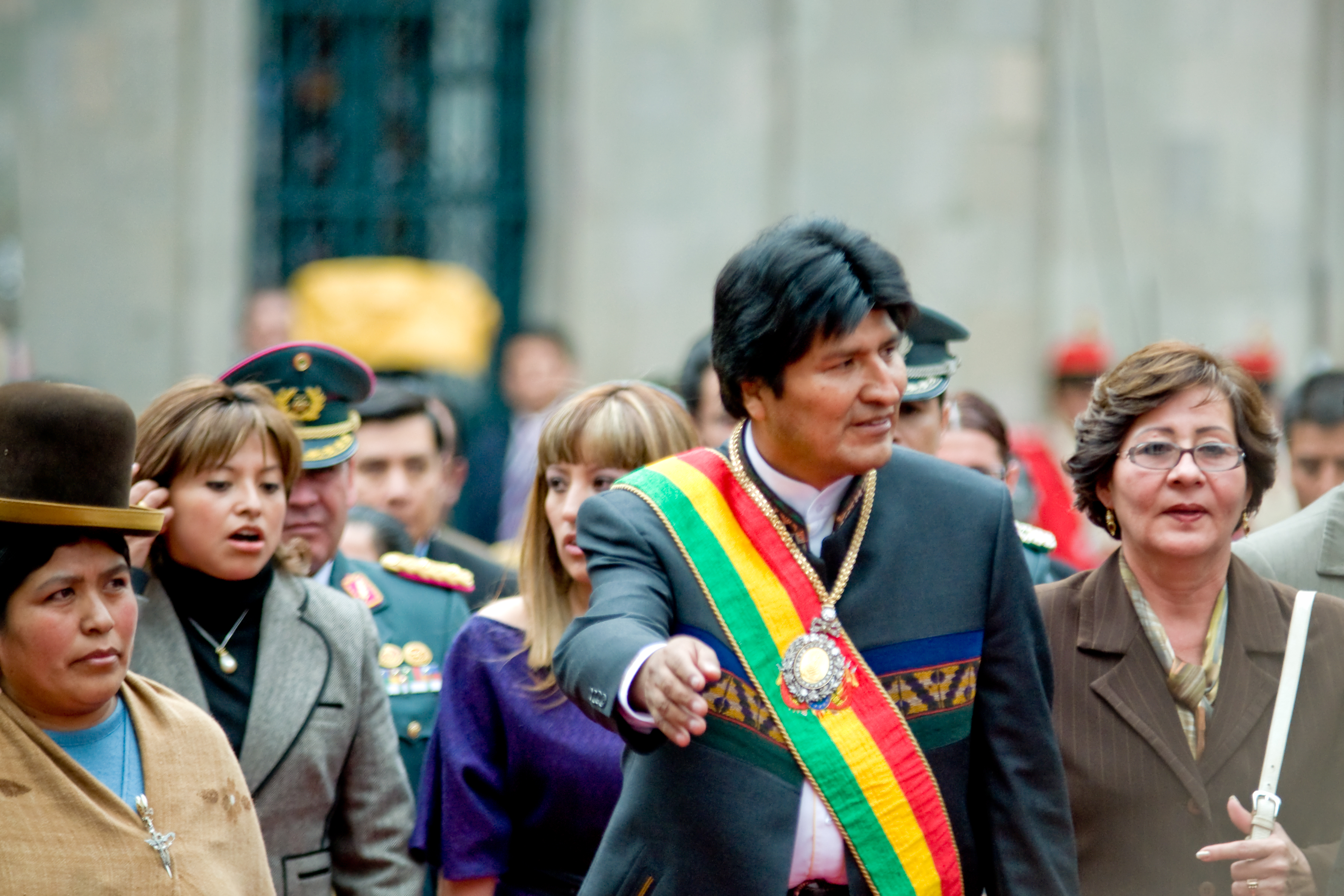
Com a faixa presidencial.

Um de seus primeiros gestos como presidente foi de reduzir seu salário em 57% para US$ 1 875 por mês. Morales anunciou também sua intenção de levar aos tribunais seu predecessor, o ex-presidente interino, Eduardo Rodríguez, e o então ministro da Defesa, Gonzalo Méndez Gutiérres, acusando-os de traição à Pátria ao terem transferido 28 mísseis terra-ar MHN-5 de fabricação chinesa que se encontravam nos arsenais bolivianos e foram entregues aos Estados Unidos para serem "desativados".
Em seus primeiros discursos declarou a necessidade da nacionalização dos hidrocarbonetos, cuja exploração fora concedida a petrolíferas transnacionais, principalmente à brasileira Petrobras, através de concessões que catalogou como nulas de pleno direito. Metade do gás natural consumido em todo o Brasil é de origem boliviana.
Morales declarou o seu apoio às políticas dos presidentes da América Latina: Fidel Castro, Luiz Inácio Lula da Silva, Néstor Kirchner e em especial o então presidente venezuelano Hugo Chávez.

### Referendo de 2008
Em dezembro de 2007, em meio a uma tensa situação política relacionada com o processo constituinte, Morales lançou a proposta de submeter-se, juntamente com todos os governadores, ao referendo revogatório, um referendo previsto pela constituição da Bolívia que submete os ocupantes dos cargos a uma nova votação. Assim, em 10 de agosto de 2008, o povo boliviano votou para decidir se queriam ou não que o presidente, Evo Morales, seu vice-presidente, Álvaro García Linera, e oito dos nove governadores do país continuassem em seus cargos.
Dia 16 de agosto de 2008 a Corte Nacional Eleitoral da Bolívia confirmou os resultados, que deram a vitória do presidente Evo Morales, que acabava de cumprir a metade de seu mandato de cinco anos. Foi ratificado no cargo com 67,41% dos votos válidos. Além de Morales, também foram ratificados os governadores de quatro departamentos que formam a chamada "meia lua" opositora e são liderados por Rubén Costas, de Santa Cruz. Outros quatro governadores opositores às políticas de Morales não obtiveram o número necessário de votos e perderam seus mandatos.
Morales perderia o cargo se tivesse no mínimo 53,74% dos votos "não". Para a revogação dos mandatos dos governadores uma nova norma da Corte Nacional Eleitoral, que foi aprovada na semana que precedeu ao referendo, determinou que eles precisam ter 50% de votos "sim" para vencer. Caso perdesse, Morales deveria convocar imediatamente novas eleições gerais, que podem ocorrer entre 90 e 180 dias depois da divulgação oficial do resultado.

### Incidente com o avião presidencial em 3 de julho de 2013
Em 3 de julho de 2013 quando Evo Morales regressava de Moscou, onde participou de um encontro de países produtores de gás, o avião presidencial com Morales a bordo foi impedido de sobrevoar os espaços aéreos da Espanha, França, Itália e em Portugal onde havia autorizado seu trânsito, pois o plano de voo previa uma parada para reabastecimento. O avião teve que fazer um pouso forçado em Viena, na Áustria; onde a condição para liberar a decolagem fosse uma revista na aeronave. O noticiário referiu o incidente como um preparativo da CIA que temia que seu ex-espião Edward Snowden estivesse a bordo do avião presidencial, mas em comunicado a agência EFe, o porta-voz do Ministério do Interior Austríaco, Karl-Heinz Grundbock, disse que as autoridades austríacas descartam a hipótese de que Snowden esteja dentro do avião.
O episódio foi repudiado por vários governos, principalmente de chefes de estados de países Latinos, como a presidente do Brasil, Dilma Rousseff, que emitiu nota oficial classificando o caso como "grave desrespeito ao Direito e às práticas internacionais e às normas civilizadas de convivência entre as nações. Acarretou, o que é mais grave, risco de vida para o dirigente boliviano e seus colaboradores":
| “ | O constrangimento ao presidente Morales atinge não só à Bolívia, mas a toda América Latina. Compromete o diálogo entre os dois continentes e possíveis negociações entre eles. Exige pronta explicação e correspondentes escusas por parte dos países envolvidos nesta provocação. | ” |

Observações apontam o caso como uma espécie de precedente em desacordo com as regras da Convenção de Chicago sobre trânsito internacional de aeronaves e as Liberdades do ar.

### Renúncia
No dia 10 de novembro de 2019, após treze anos no poder e três mandatos, Morales renunciou ao mandato depois de denúncias de fraudes nas eleições gerais daquele ano, que foram apontadas em um relatório preliminar de uma auditoria realizada pela Organização dos Estados Americanos (OEA). Mais cedo, no mesmo dia, Evo Morales havia dito que convocaria novas eleições após a OEA divulgar os indícios de que as eleições de 20 de outubro haviam sido fraudadas. Morales justificou sua decisão como uma forma de evitar a continuidade da violência no país após três semanas de confrontos entre seus apoiadores e críticos.
Em 11 de novembro, o governo do México ofereceu asilo político a Morales, que prontamente aceitou a ajuda. Segundo o chanceler mexicano Marcelo Ebrard, tal medida foi necessária para garantir a vida e a liberdade do ex-presidente.

### Política externa

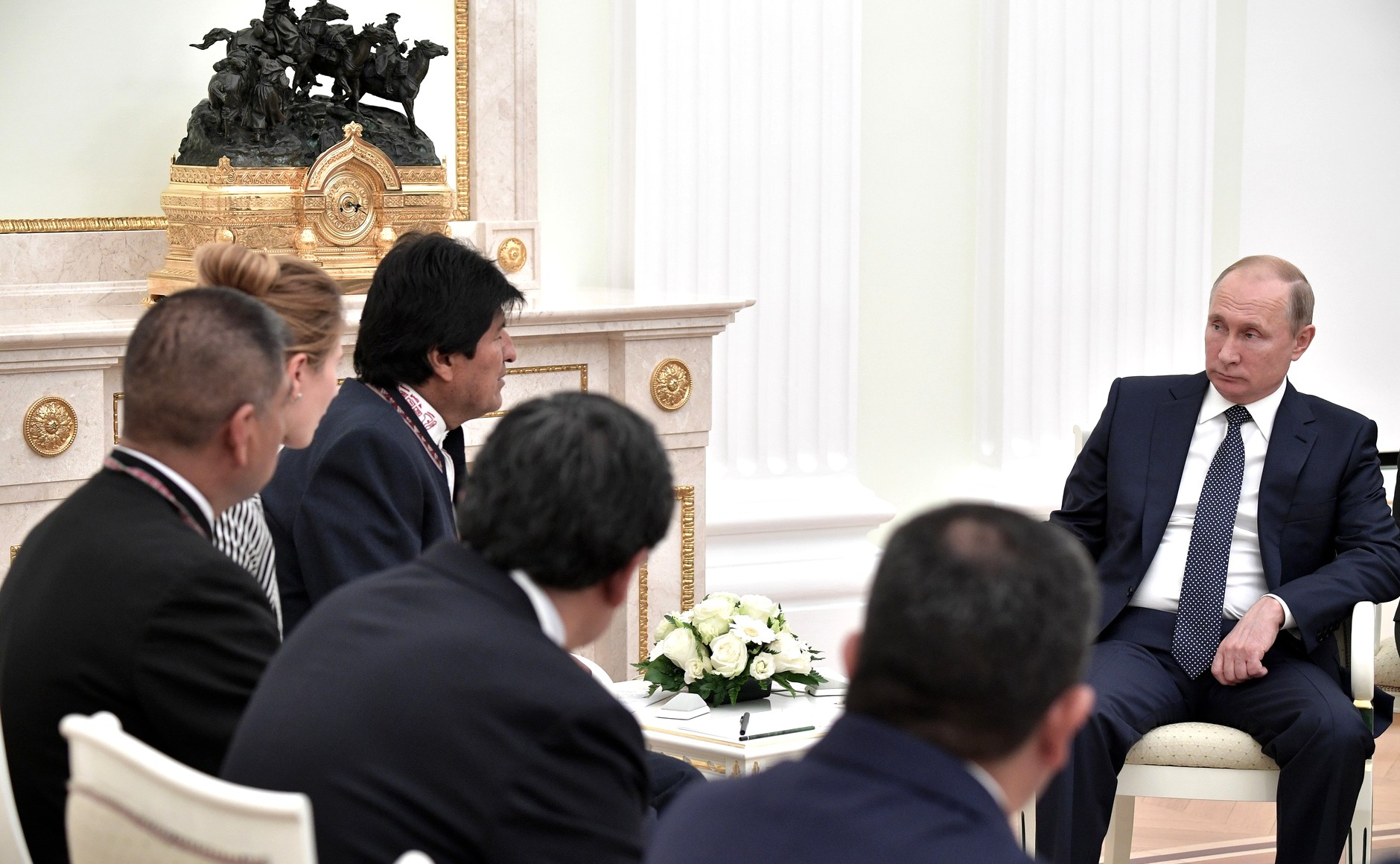
Evo de Morales com Vladimir Putin em 2018

Morales transformou radicalmente a agenda política internacional da Bolívia, tendo o apoio político de líderes da América do Sul e Caribe e aceitado antes de sua posse em 22 de Janeiro convites estendidos a ele por líderes de diversas nações da região e outras como Espanha, França e China.
Já antes de tomar posse do cargo de presidente da república, Morales realizou um giro internacional, iniciado em 29 de dezembro de 2005. Durante duas semanas, percorreu vários países em busca de apoio político e econômico para os seus planos de transformação da economia boliviana.
- Em 30 de dezembro de 2005, Evo Morales, depois de celebrar a sua vitória eleitoral no povoado de Orinoca, visita Cuba como primeiro destino de um giro internacional por 3 continentes. É recebido por Fidel Castro em Havana. Os dois dirigentes firmaram um acordo para permitir a colaboração cubana com a Bolívia nos setores de saúde pública e educação.
- Em 3 de janeiro de 2006, reúne-se com Hugo Chávez em Caracas. Chávez ofereceu à Bolívia 150 mil barris de diesel mensalmente para substituir as atuais importações que a Bolívia realiza de outros países. Em troca, a Bolívia compromete-se a pagar o hidrocarboneto doando à Venezuela produtos agrícolas bolivianos.
- Em 4 de janeiro de 2006, José Luis Rodríguez Zapatero recebe Evo Morales no Palácio da Moncloa. Zapatero anunciou o perdão do montante total da dívida boliviana com a Espanha, uma soma total de 120 milhões de euros.
- Em 5 de janeiro de 2006, o Rei Juan Carlos recebe Morales no Palácio da Zarzuela. A imprensa critica Morales por vestir um suéter de tecido de alpaca com motivos e desenhos indígenas durante seu encontro com o rei. José María Aznar anuncia que usará sua fundação para combater Castro, Chávez e Morales.[36]
- Em 6 de janeiro de 2006, Evo Morales reúne-se com Jacques Chirac em Paris. Chirac promete apoio econômico e político desde que La Paz se comprometa a proteger os investimentos franceses na Bolívia. Nesse mesmo dia reúne-se em Haia com o Ministro das Relações Externas holandês Ben Bot, que lhe promete uma ajuda de 15 milhões de euros anuais.[37]
- Em 7 de janeiro, Morales reúne-se em Bruxelas com o alto representante para a Política Externa e de Segurança Comum da União Europeia, Javier Solana, quem pediu a Morales "segurança jurídica" para os investimentos europeus na Bolívia.[38]
- Em 9 de janeiro, se reúne em Pequim com o conselheiro de estado chinês Tang Jiaxuan, com o chefe de estado Hu Jintao, e com o ministro do comércio, Bo Xilai. Morales convida aos empresários e ao governo da China a investir em projetos para a exploração de reservas de gás na Bolívia além da construção de refinarias de gás natural.
- Em 10 de janeiro, Morales se reuniu em Pretória, África do Sul com o presidente Thabo Mbeki que o convidou a visitar o país por ocasião da sua vitória eleitoral. Ali, Morales estabeleceu um paralelo entre as lutas populares dos indígenas na América e as dos negros na África do Sul durante o Apartheid.
- Em 11 de janeiro, Morales encontrou-se com o arcebispo Desmond Tutu que o descreveu como sendo um "homem de grande bondade e humildade". Morales também se reuniu com Frederik de Klerk,[39] e visitou a prisão onde Nelson Mandela esteve recluso.
- Em 13 de janeiro, em visita ao Brasil, encontrou-se com o presidente Luiz Inácio Lula da Silva a quem chamou de "mi hermano" (meu irmão). Morales e Lula acordaram trabalhar juntos num programa de cooperação para lutar contra a pobreza.[40]

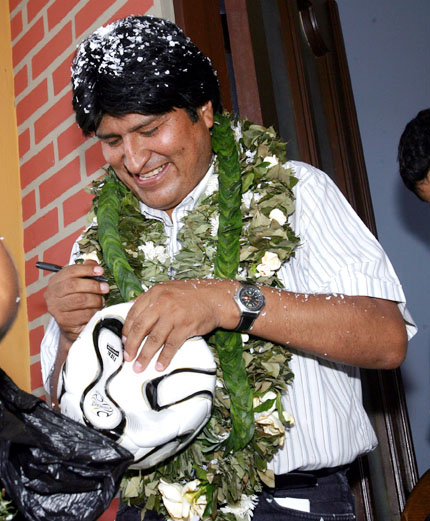
Evo Morales segurando uma bola de futebol

## Ideologia
Morales articulou a força motriz por trás do MAS:
"O pior inimigo da humanidade é o capitalismo. Isso é o que provoca levantes como o nosso, uma rebelião contra o sistema, contra o modelo neoliberal, que é a representação de um capitalismo selvagem. Se o mundo inteiro não tomar conhecimento dessa realidade, que os estados nacionais não estão provendo nem mesmo o mínimo para a saúde, educação e o desenvolvimento, então a cada dia direitos humanos fundamentais estão sendo violados."
Ele também afirmou:
"…os princípios ideológicos da organização, anti-imperialista e contrária ao neoliberalismo, são claras e firmes mas seus membros ainda devem transformá-los em uma realidade programática."
Morales lutou para o estabelecimento de uma assembleia constituinte para transformar o país. Ele também aprovou uma nova lei dos hidrocarbonetos para garantir 50% do faturamento para a Bolívia. Apesar de o MAS ter também mostrado interesse na completa nacionalização das indústrias de gás e petróleo, Morales prefere o meio-termo — apoiar a nacionalização de companhias de gás natural, mas apoiar a cooperação internacional na indústria.
Morales referiu-se ainda à proposta apoiada pelos Estados Unidos da Área de Livre Comércio das Américas, como "um acordo para legalizar a colonização das Américas." Apesar disso ele é descrito como um neoliberal indígena.
A ideologia de Morales sobre as drogas pode ser resumida nas palavras "folha de coca não é droga"; de fato, o hábito de mascar folha de coca sempre foi uma tradição das populações locais (aimarás e quíchuas) e seu efeito como droga é menos forte que a cafeína contida no café, mas para muitos bolivianos pobres é considerada a única forma de manter-se trabalhando o dia todo, o que pode ser quinze a dezoito horas para alguns. A prática de mascar folhas de coca pelas populações indígenas na Bolívia tem mais de mil anos e nunca causou nenhum problema na sua sociedade relacionado com as drogas; é por isso que Morales acredita que o problema da cocaína deveria ser resolvido no lado do consumo, não erradicando as plantações de coca.

## Vida pessoal

### Traje habitual

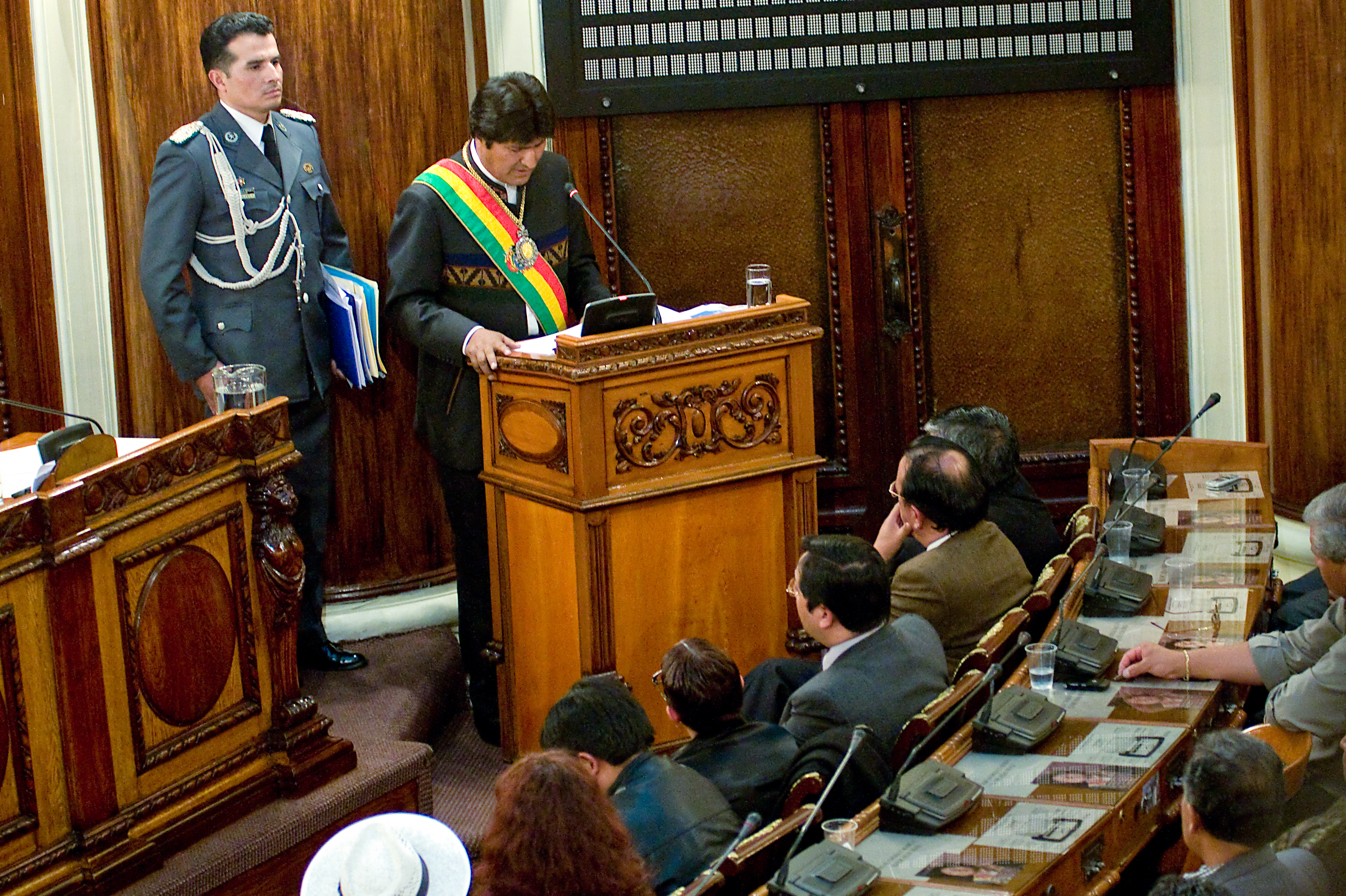
Morales veste seu traje habitual na cerimônia de investidura presidencial.

Evo Morales preferia como sua vestimenta oficial, roupas tradicionais bolivianas, como o suéter de tecido de alpaca, com motivos e desenhos indígenas, tal como a que usou durante um encontro com o rei da Espanha, semelhante ao utilizado na cerimônia de posse e o da foto oficial.

### Buscando la Cruz del Sur
Em Abril de 2006 foi anunciada a preparação de um filme sobre a vida de Evo Morales, cujo título deverá ser "Buscando la Cruz del Sur" ("Procurando o Cruzeiro do Sul"). Com o produtor Wilson Asturizaga e o realizador Tonchi Antezana. A principal motivação para a realização do filme é, de acordo com Asturizaga, o facto de constituir um evento histórico mundial a chegada de um indígena à Presidência da Bolívia. Contudo, a personagem principal do filme não terá o nome de Juan Evo Morales Aima, mas "Juan Pueblo". A escolha dos três atores que desempenharão Morales quando criança, jovem e adulto será feita em Maio de 2006 através de um "reality show", no qual o público escolherá os melhores intérpretes.

### Polêmicas
Evo Morales também aparece na comunicação social por alguns atos polêmicos.
Em abril de 2010, durante um discurso na I Conferência Mundial dos Povos sobre as Mudanças Climáticas e os Direitos da Mãe Terra, Morales afirmou que comer frangos criados em aviários, que são engordados com hormônios femininos, são a causa dos "desvios" da sexualidade masculina (referindo-se à homossexualidade) e da alopécia (calvície) na Europa. No mesmo discurso onde alertava para o perigo dos alimentos transgênicos, disse também que a bebida "Coca-Cola" e as batatas holandesas seriam prejudiciais à saúde. As declarações levantaram os ânimos entre os defensores de direitos LGBT. Por outro lado, o porta-voz do governo afirmou que o que foi dito por Morales seria uma "verdade" silenciada pela comunidade internacional.
Em 4 de outubro de 2010, durante um jogo amigável entre o partido de Evo Morales e o da oposição (Movimiento Sin Miedo, em português: Movimento sem Medo), para a inaugurar um estádio em La Paz, Evo Morales, capitão de equipe, aos cinco minutos de jogo, foi atingido na perna por um jogador adversário, Daniel Cartagena, e recebeu durante a partida entradas duras da parte deste e de outros jogadores. Inesperadamente, dirigiu-se a Daniel e deu-lhe uma joelhada nos genitais, ação que o derrubou de imediato. O jogo ficou envolto em polêmica a partir do momento em que a agressão de Evo foi desproporcionada ao golpe recebido, o árbitro não viu a joelhada mas expulsou Cartagena, os seguranças do presidente tentaram afastar o rival do local e Evo, anteriormente lesionado, permaneceu em campo até ao final do jogo.

### Algumas declarações
- "…Se é o TLC, se é a ALCA, se é a ALBA (a Alternativa Bolivariana para as Américas, que propõe Chávez), se é o Mercosul ou a Comunidade Sul-Americana de Nações, isso avaliaremos tecnicamente colocando ao mesmo nível de igualdade todos os tratados que estão sendo promovidos atualmente…" em entrevista à edição digital do Clarín (Argentina).
- "Nacionalizamos os recursos naturais de hidrocarbonetos do país; o Estado recupera a propriedade, a posse e o controle total e absoluto destes recursos."[53]

### Caso de estupro
Em 3 de outubro de 2024, o ministro boliviano da Justiça disse que Evo Morales é investigado pelo estupro de uma adolescente há oito anos. Segundo as autoridades, uma menor de idade engravidou e deu à luz uma menina.

### Tentativa de assassinato
Em 27 de outubro de 2024 ao transitar numa rodovia na Bolívia dentro de um carro, o ex-presidente foi atacado a tiros. O motorista do veículo foi atingido de raspão.
Evo acusou o atual governo de Luis Arce, de promover o ataque.
O governo Arce repudiou a acusação de que policiais tivessem atirado no ex-presidente e disse que nenhum oficial de segurança estava presente no momento do atentado. Ainda na nota, o presidente Arce, em declaraçâo divulgada no X, pediu investigações sobre o caso. 